# Далёкий Центавр
«Далёкий Центавр» (англ. Far Centaurus) — научно-фантастический рассказ канадско-американского писателя Альфред ван Вогта, впервые опубликованный в журнале «Astounding Science Fiction» («Поразительная научная фантастика») в 1944 году. Писатель и критик Скайлер Миллер назвал его «незабытым и незабываемым».
История включает в себя экипаж космического корабля, который прибывает на Альфа Центавра через сотни лет, только чтобы найти его заселённым людьми, которые прибыли на более быстрых кораблях. Основная идея, — технический прогресс, делающий предыдущие достижения устаревшими, была исследована во многих работах.

## Сюжет
Экипаж из четырёх человек отправляются с Земли на Альфа Центавра в 2140 году. Это путешествие займёт около 540 лет, оно стало возможным благодаря изобретению Пелхэмом «вечного лекарства», предотвращающего старение. Чтобы совершить путешествие, экипаж должен принять экспериментальный препарат для перевода организма в состояние гибернации, которое может длиться десятилетия. Находясь в постоянном сне, каждый из членов экипажа будет просыпаться через несколько лет, чтобы убедиться, что всё по-прежнему идёт хорошо.
Понимая, что это делает возможным межзвёздное космическое путешествие, богатый друг по колледжу Пелхэма, Джим Ренфрю, строит пилотируемый космический корабль с атомной энергией, способный выполнять миссии, рассчитанные на сотни лет. К экипажу присоединяются ещё два их друга из колледжа — Нед Блейк и Билл Эндикотт. Корабль построен в XXIII веке, готовясь к 500-летнему путешествию на Альфа Центавра.
История рассказана с точки зрения Билла Эндикотта. Он проснулся первым через 53 года после запуска миссии и узнаёт, что Пелхэм не пережил начальную дозу препарата, он вынужден избавиться от разложившегося тела. Билл регистрирует отчёт и отправляет радиосообщение обратно на Землю, прежде чем принять ещё одну дозу препарата, которой хватит на 150 лет. Засыпая, он беспокоится о Ренфрю, который был близким другом Пелхэма с ненадёжным психическим состоянием.
Через 150 лет (2511 год) Билл просыпается и читает запись в журнале от Ренфрю, представляющую собой обычную рутину без упоминания Пелхэм. Затем он читает запись Блейка и находит отдельный лист, объясняющий, что тот также беспокоится о Ренфрю. Он говорит Биллу уничтожить лист, чтобы Ренфрю его не увидел. Затем Билл подаёт свои обычные отчёты и принимает ещё 150-летнюю дозу.
Через 150 лет Билл просыпается с аварийными сигналами, раздающимися вокруг корабля. Вынужденный слушать их, пока он медленно просыпается от воздействия препарата, он, наконец, смотрит на разных людей, осматривающих космический корабль и видит, что тот в огне. После безрезультатного поиска спасательных шлюпок он замечает, что Халк замедляется, и наблюдает за тем, как огонь угасает и корабль исчезает в космосе. Он принимает свою последнюю дозу, рассчитанную так, чтобы он проснулся через несколько месяцев от места назначения.
Он просыпается и ему помогает Блейк, который проснулся двумя неделями ранее. Ренфрю проснулся вскоре после Блейка. Блейк включил радиоприёмник и обнаружил, что пространство вокруг Альфы Центавра заполнено человеческими голосами. За то время, которое понадобилось их кораблю, чтобы достичь Альфы Центавра, наука человечества достигла такой степени, что космический полёт с Земли теперь занимает всего три часа, благодаря изобретённому в 2320 году сверхсветового космического двигателя. Исследователи космоса своего времени являются современными обычными туристами. В галактике живёт уже 9 миллионов человек. Ренфрю не может справиться с сильным нервным напряжением и сходит с ума. Блейк вынужден сдерживать его, а затем связывается с властями Центавра, чтобы договориться о прибытии корабля и забрать их.
На борту массивного корабля они встречают Касселлахат. Он объясняет, что они ждали их прибытия в течение некоторого времени, и он был обучен говорить на их уже мёртвом языке. Когда он двигается, чтобы пожать им руки, Билл замечает, что он сморщил нос с явным отвращением, а Касселлахат объясняет, что у них чрезвычайно неприятный запах. Когда он быстро уходит, Ренфрю выходит из корабля, видимо, вылеченный через несколько минут. Касселлахат возвращается, чтобы принять Ренфрю для дальнейшего лечения на планете Пелхэм.
Четыре солнца галактики были названы в честь четырёх членов экипажа: Ренфрю, Пелхэм, Блейк и Эндикотт.
История заканчивается неким дополнительным сюжетом. Ренфрю, учёный из оставшихся трёх, обнаружил, что ускорение к «свободному солнцу» позволяет путешествовать во времени. После лечения Ренфрю возвращается и объясняет, что он взял часть их денег и купил космический корабль. Поскольку их нельзя было увидеть на публике из-за их специфического запаха, им нечего делать, и Ренфрю предлагает им отправиться в картографическую экспедицию. Через три месяца Билл снова начинает беспокоиться о Ренфрю, видя, как он изучает Билла и Неда. Пока Ренфрю на страже, а остальные отдыхают, он связывает их. Они сбегают, но уже слишком поздно; Ренфрю отправил корабль на столкновение со «свободным солнцем» (чёрной дырой). Солнце отбрасывает их на 500 лет в прошлое, где они возвращаются на Землю перед началом путешествия и живут там до конца своих дней. Билл уже стал стариком, когда его первая радиопередача достигла Земли.

## Публикация
Идея «Далёкого Центавра» возникла в дискуссии между ван Вогтом и Джоном Кэмпбеллом, издателем «Astounding Science Fiction». В письме ван Вогту Кэмпбелл изложил всю концепцию, в которой спящий космический корабль прибывает в пункт назначения, чтобы найти планету, уже колонизированную. Хотя ван Вогт внёс изменения в некоторые детали, основная концепция осталась в значительной степени неизменной.
Эта история была впервые опубликована в январском выпуске «Astounding» в 1944 году, а затем как часть сборника «Место назначения: Вселенная!» 1952 года. Это была одна из трёх историй, использованных в качестве основы для одного из фиксаповых романов ван Вогта «Поиски будущего» 1970-х годов. Рассказ был ещё раз опубликован в его оригинальной форме в 2003 году под названием «Трансфинит: Основное А. Э. ван Вогта» (англ. Transfinite: The Essential A. E. van Vogt).
История также была представлена в нескольких других сборниках, таких как антология Роберта Сильверберга 1973 года «Глубокий космос: восемь историй научной фантастики» (англ. Deep Space: Eight Stories of Science Fiction) и «Великие научно-фантастические истории: Том 6: 1944» (англ. The Great Science Fiction Stories: Volume 6: 1944) Айзека Азимова.
Эта история также использовалась, почти дословно и без упоминания ван Вогта, в графической повести 1951 года «Долгое путешествие» (англ. The Long Trip), опубликованной в Weird Fantasy (букв. — «Странная фантазия»). Weird Fantasy была печально известна своими нарушениями авторских прав такого рода.
Гораздо менее известный рассказ ван Вогта «Центавр II» касается полёта второго корабля, который совершает полёт, но корабль поколений никогда не завершает своего путешествия. Несмотря на аналогичную тему и детали, рассказ не является продолжением, поскольку имеет самостоятельный сюжет.

## Влияние
«Далёкий Центавр» ставит вопрос о том, запускать ли космический корабль или ждать, пока технология улучшится (проблема расчёта ожидания в исследовании межзвёздных путешествий), или, в более широком смысле, развёртывать ли какую-либо технологию в её нынешнем виде или ждать. Эта проблема широко распространена, и история остаётся распространённым примером, поднятым в ходе этих обсуждений. Грегори Мэтлофф (англ. Gregory L. Matloff) вспоминал, как Роберт Форвард говорил:
|                 | англ. He had a famous plot of the velocity of human beings versus time. And he said if this is true, and you launch a thousand-year ship today, in a century somebody could fly the same mission in a hundred years. They're going to be passed and will probably have to go through customs when they get to Alpha Centauri A-2. |  | У него был известный график зависимости скорости человека от времени. И он сказал, что если это правда, и вы запускаете тысячелетний корабль сегодня, то через столетие кто-то может выполнить ту же миссию через сто лет. Их собираются пропустить на территорию и, вероятно, им придётся пройти таможню, когда они доберутся до Альфы Центавра А-2. |  |
| Грегори Мэтлофф | |  | |  |

Основная сюжетная линия была использована в качестве основы для многих других историй. При этом, «Далёкому Центавру» предшествует «Путешествие, которое длилось 600 лет» (англ. The Voyage That Lasted 600 Years) Дона Уилкокса (англ. Don Wilcox), опубликованное в журнале Amazing Stories («Удивительные истории») в октябре 1940 года. В этом рассказе только один из членов команды спит большую часть времени. Остальные пассажиры бодрствуют и размножаются. Таким образом, это история «корабля поколений», экипаж которого по прибытии обнаруживает, что колония уже создана и путешествие теперь занимает всего 6 лет. Роберт Хайнлайн использовал вариацию темы в романе «Время для звёзд» 1956 года, где с поредевшим и деморализованным экипажем исследовательского корабля связывается корабль, способный двигаться быстрее скорости света, и приходит на помощь, доставляя экипаж обратно на Землю. Клиффорд Саймак взял сюжет рассказа за основу романа «Планета Шекспира» 1976 года, где использовал не только сюжетную схему поиска планет, но также смерть одного из членов экипажа во время полёта и сверхдолгий сон из-за неисследованных свойств препарата.
Колин Уилсон считал, что открытие впечатляет, показывая огромное расстояние, которое нужно преодолеть при путешествии к другой звезде. Но он чувствовал, что окончание было слабым — «автор понятия не имеет, как закончить свою историю».
Сюжет о «чёрном солнце» примерно на 50 лет предшествует теоретизированию перемещений во времени с помощью чёрных дыр.

### Комментарии
1. ↑  Фамилия Билла упоминается только как одна из планет, названных в честь путешественника, а имя Пелхэма вообще не упоминается.

### Сноски
1. 1 2 3  Paul Gilster, 2004.
2. ↑  «The Reference Library», Astounding Science Fiction, December 1952, p. 103.
3. 1 2 3 4  Isaac Walwyn, 2015.
4. ↑  Centaurus II (англ.). www.prosperosisle.org. Prospero's Isle. Дата обращения: 24 марта 2020. Архивировано 28 января 2021 года.
5. ↑  Don Wilcox, "The Voyage That Lasted 600 Years" Архивная копия от 4 февраля 2022 на Wayback Machine. Amazing Stories, October 1940, pp. 82–104.
6. ↑  Damon Knight. В поисках чуда = In Search of Wonder (англ.). — Advent, 1956. — P. 85.
7. ↑  Clifford Simak. Планета Шекспира = Shakespeare's Planet (англ.). — 1976.
8. ↑  Colin Manlove. Научная фантастика: десять исследований = Science Fiction: Ten Explorations (англ.). — Springer Publishing[англ.], 1986. — P. 236.
9. ↑  Colin Wilson. Способность мечтать: литература и воображение = The Strength to Dream: Literature and the Imagination (англ.). — Maurice Bassett, 1962. — P. 118. — ISBN 9781600250200.
10. ↑  Происхождение чёрных дыр во времени и пути альтернативной вселенной в научной фантастике? Origin of black hole time-travel and alternate universe tropes in sci-fi? (англ.). www.best-leaf.space. — «One story which sort of anticipates using black holes for time travel is A. E. Van Vogt’s «Far Centaurus» (1944) which featured «bachelor suns» which would throw any matter which neared them back in time.» Дата обращения: 24 марта 2020. Архивировано 9 сентября 2018 года.